# Phénopèple luisant
Phainopepla nitens
Genre
Espèce
Statut de conservation UICN

 LC  : Préoccupation mineure
Le Phénopèple luisant (Phainopepla nitens) est une espèce de passereaux de la famille des Ptiliogonatidae, l'unique représentante du genre Phainopepla.

## Description morphologique

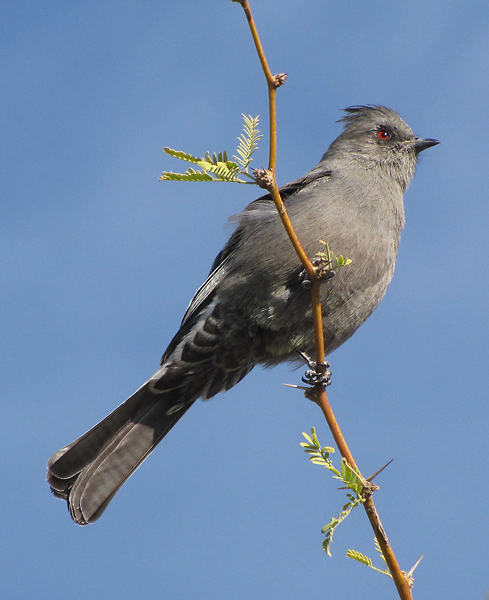
♀

Cet oiseau de 18 à 20 cm de long est mince, a un port dressé, une longue queue et une crête très visible. Les individus de cette espèce présentent un net dimorphisme sexuel. Le mâle a un plumage noir luisant, avec sur les ailes une tache blanche qui n'est visible que lorsque l'oiseau est en vol. La femelle et le juvénile sont gris, avec une tache pâle sur l'aile.

## Comportement

### Alimentation
Cet oiseau se nourrit essentiellement de baies (notamment de gui). Mais dans le sud-ouest américain, les baies n'étant que saisonnières, il complémente son alimentation par des insectes saisis en vol selon une méthode qui n'est pas sans rappeler celle des gobe-mouches.
Son gésier présente un mécanisme particulier qui lui permet de séparer la chair des baies de la peau, qui est traitée séparément dans les intestins. Ce mécanisme, dont il est le seul oiseau spécialisé dans la consommation de gui à bénéficier, lui permet une meilleure digestion des baies.

## Répartition
Son aire de répartition a pour limite nord une ligne située aux États-Unis, qui part du centre de la Californie, passe par l'extrême sud du Nevada et de l'Utah (et donc par l'Arizona), le Nouveau-Mexique et va jusqu'à l'ouest du Texas. Cette aire s'étend au sud jusqu'au Mexique.

## Habitat
Il apprécie les zones dégagées présentant quelques grands arbres isolés.